# پارک هی جین
پارک هی جین (کره‌ای: 박희진؛ زادهٔ ۴ ژوئن ۱۹۷۳) بازیگر، مدل، کمدین، مجری تلویزیونی و خواننده اهل کره جنوبی است. او به خاطر ایفای نقش در والس بهاری، مامان عصبانی، از بخت بد عاشقت شدم و به آرامی ذوبم کن شناخته می‌شود.